# Phylactère
Pour l’article homonyme, voir Phylactère (bande dessinée).
Le terme phylactère se rapporte à des éléments divers dans les religions de l’Égypte antique et judéo-chrétiennes, l'art médiéval et la bande dessinée. L’étymologie du mot est grecque et son usage a deux origines : dans un contexte chrétien et médiéval, il dérive du latin tardif phylacterium (« talisman », « châsse », « reliquaire »), dérivé du grec ancien φυλακτήριον / phulaktḗrion, « talisman, amulette » et spécialement chez les Juifs, « pancarte qu’on portait suspendue au cou et où étaient inscrits des versets de la loi mosaïque » , lui-même issu de φυλάσσω / phulássō (« protéger, garder »). Dans le judaïsme, il s'agit également d'un synonyme de l'hébreu תפילין (« tefillin»), utilisé dans l'Ancien Testament.

## Définitions

### Égypte antique
En Égypte, un phylactère était un « talisman » : une amulette magique constituée d'un morceau de parchemin contenant des éléments d'apparences magiques (représentation de dieux ou déesses, textes, etc.), lui-même enroulé dans un autre parchemin servant « d'enveloppe », le tout généralement coincé entre deux amulettes de bois (figurines) et maintenu par de la ficelle pour être porté autour du cou. Son objectif était « magique », pour avoir les faveurs des dieux et déesses représentés.

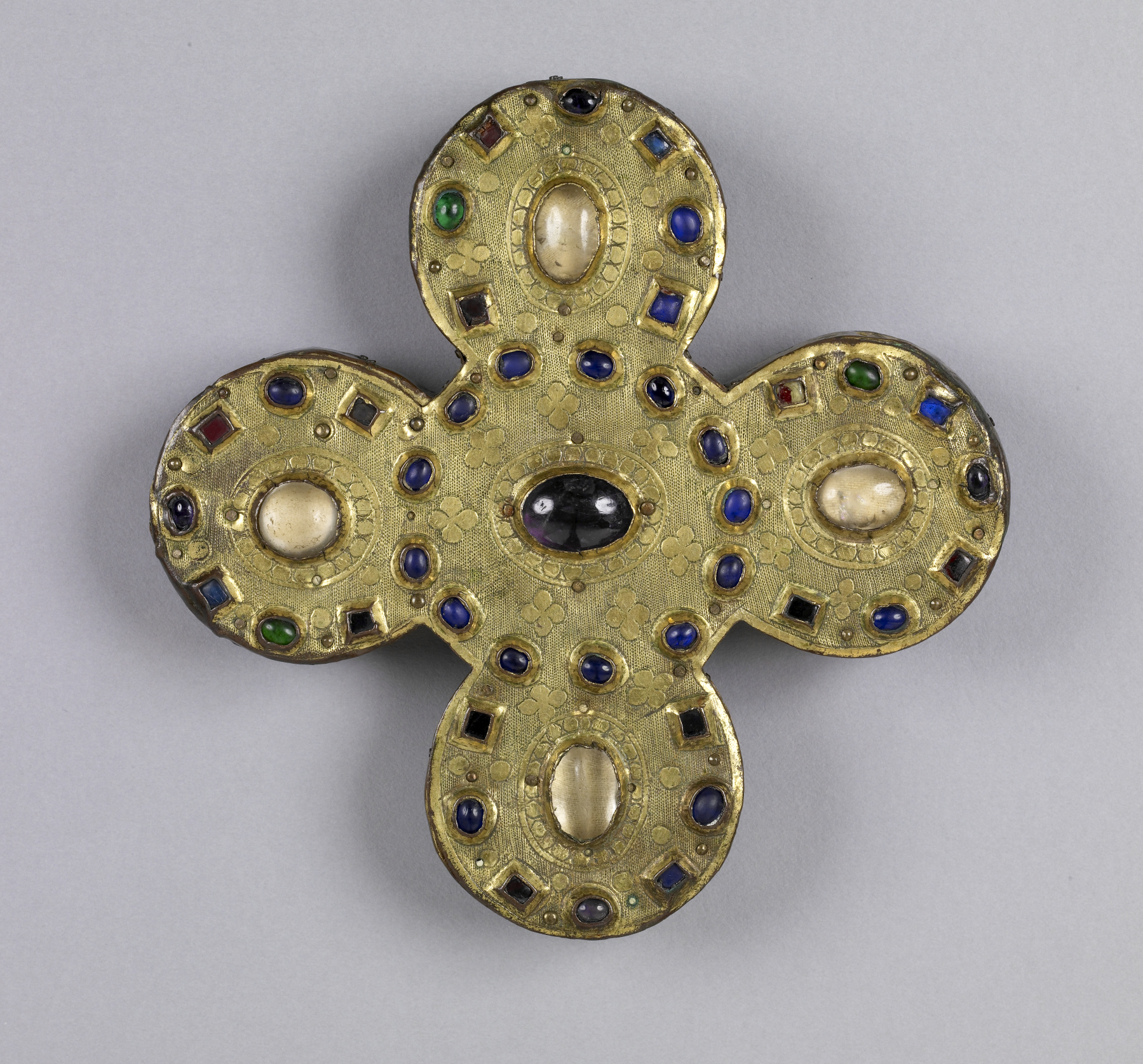
Une amulette magique en France, un type de phylactère.

### Judaïsme
Chez les juifs, un phylactère est une petite boîte cubique enfermant des bandes de parchemin sur lesquelles sont inscrits des versets de la Torah, que les juifs s’attachent au bras gauche (lié au cœur) et sur le front (lié à l’esprit), pendant la prière du matin.

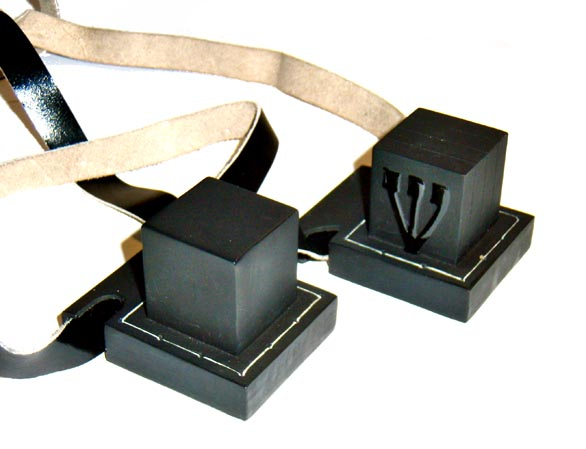
Tefiline (phylactères) du bras et de la tête.

### Iconographie médiévale
Un phylactère est, à partir de l’art chrétien médiéval, un moyen graphique semblable à une petite banderole, sur laquelle se déploient les paroles prononcées par le personnage dépeint (par exemple dans de nombreuses représentations de l'Annonciation).

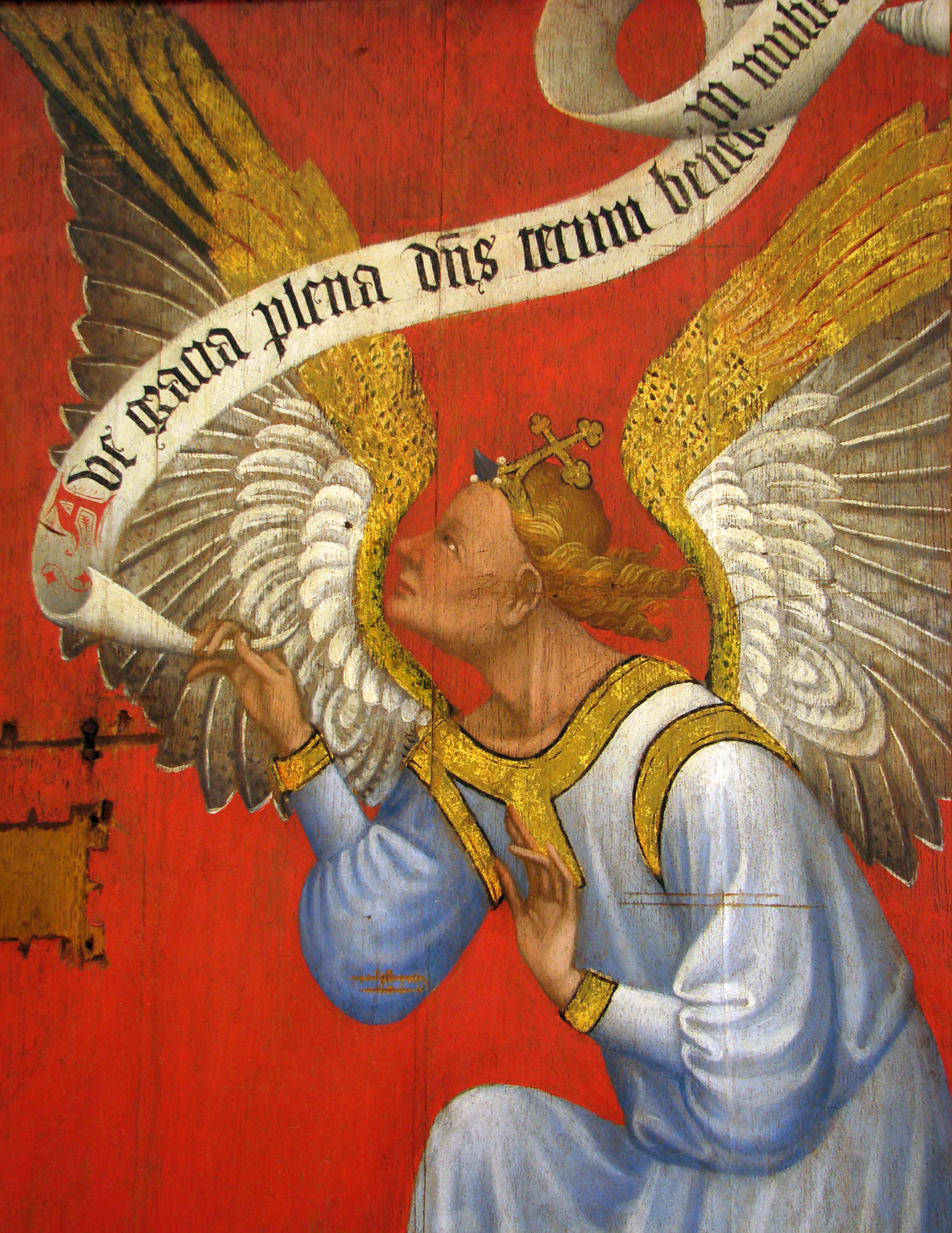
Volet d'un retable de l'Annonciation (détail : l'archange Gabriel). Peinture à l'huile sur chêne (v. 1410). Musée de Laon.
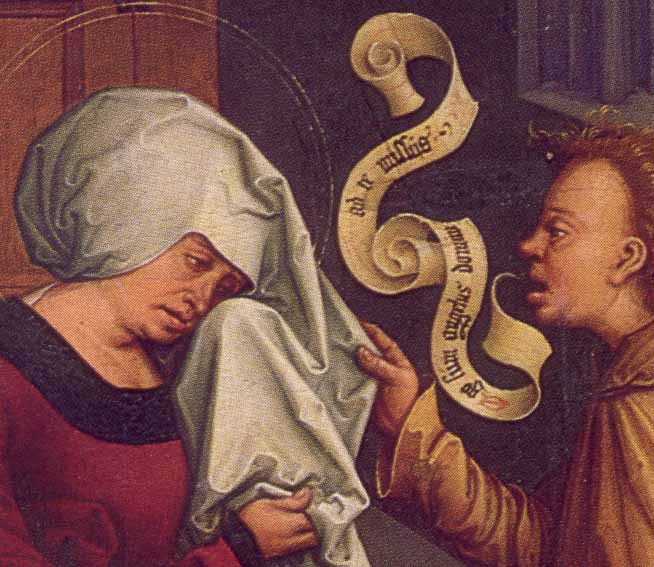
Depuis le XVIe siècle, la parole a été illustrée à l’aide de rubans, drapeaux, rouleaux, ou de feuilles de papier.

### Bande dessinée
Un phylactère, aussi appelé bulle ou ballons, est un moyen graphique utilisé en illustration puis en bande dessinée pour attribuer des paroles ou des pensées aux personnages.

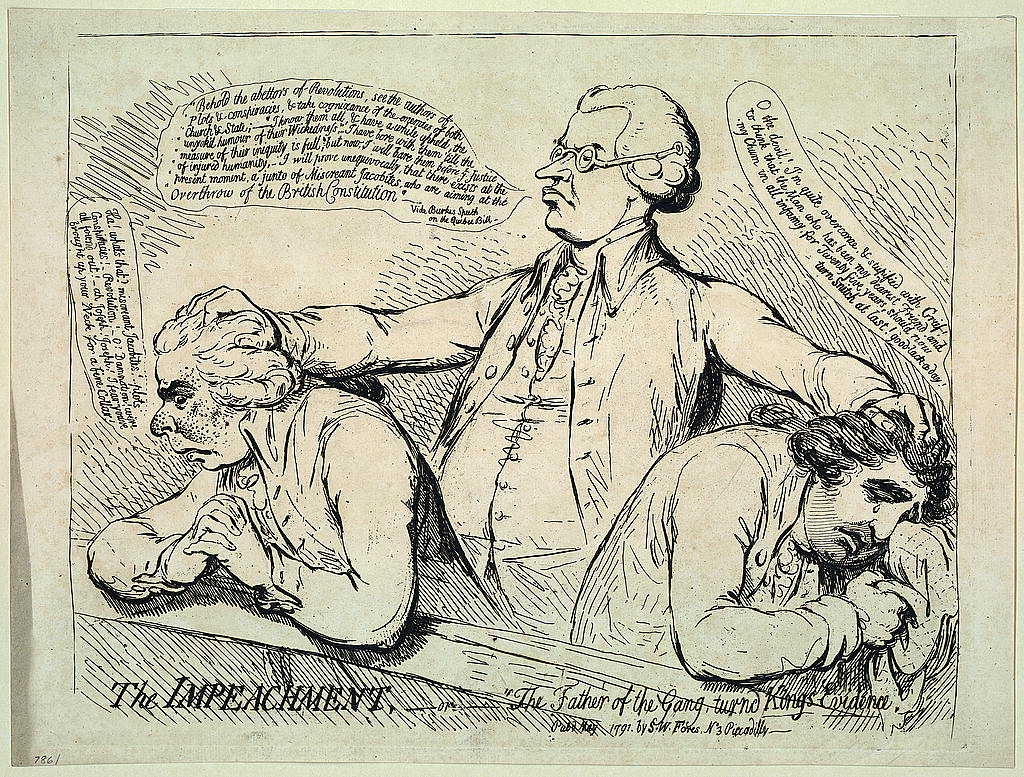
Exemple d’utilisation de phylactères dans une gravure satirique de James Gillray, en 1791.
Trois exemples de phylactères de bande dessinée représentant de haut en bas : la parole, la pensée, le cri.

### Culture populaire et univers de la Fantasy
- Dans les univers du jeu de rôle sur table Donjons et Dragons, un phylactère est un artefact contenant l’essence d’une liche et lui permettant d'échapper à la mort jusqu'à ce qu'il soit détruit.
- Dans l'univers de World of Warcraft, un phylactère est un contenant, souvent semblable à un vase, qui contient les restes de ou des liche(s), permettant de les réanimer après leurs morts. Ce qui les rapprocherait plus d'un vase canope.
- Dans l'univers du jeu vidéo Dragon Age, le phylactère est un contenant en verre cylindrique de petite taille servant à conserver un peu de sang d'un mage pour le poursuivre efficacement en cas de fuite.
- Dans le roman de J. C. Somoza, La Dame numéro 13, un phylactère est un vers de poésie qui, écrit sur le corps d’un personnage, a des pouvoirs magiques tel que le soin.
- Dans Realm of the Mad God, un set d'objets d'équipement pour la classe mystic se nomme Phylactery Mystic set.

### Documentation
- Gérald Gassiot-Talabot, « Le Ballon dans la figuration narrative », Phénix, no 3,‎ 1967, p. 48-51.